# Ampasinambo
Ampasinambo est une commune rurale malgache située dans la région de Vatovavy.

## Géographie
A 18 km du village se situe la Cascade de Sakaleona.